# Ernst Maass

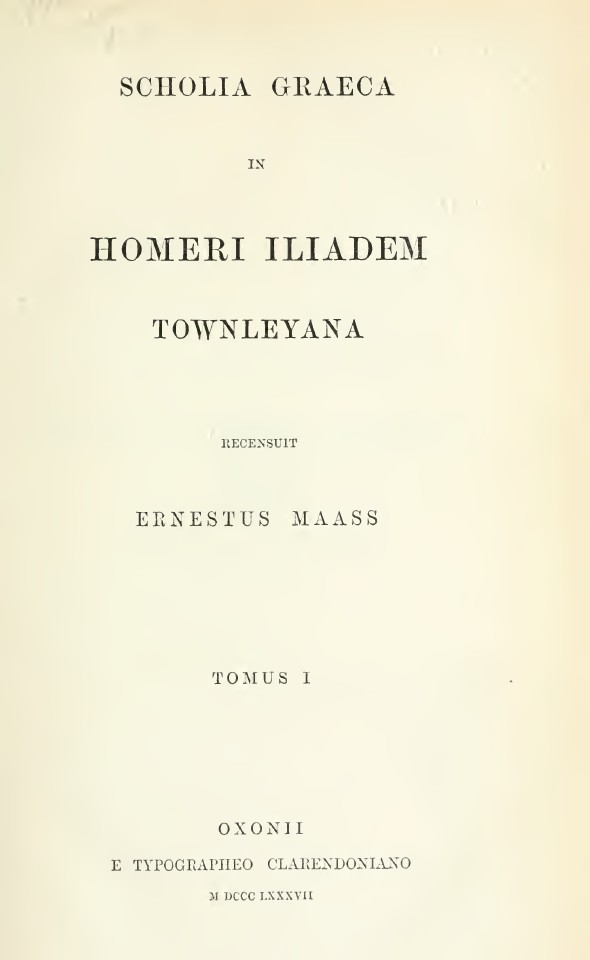
Scholia Graeca in Homeri Iliadem Townleyana, 1887

Ernst Maass (scritto anche Maaß), nome completo Ernst Theodor Wilhelm Maass (Kołobrzeg, 12 aprile 1856 – Marburgo, 11 novembre 1929) è stato un filologo classico tedesco.

## Biografia
Frequentò il ginnasio nella sua città natale. Dal 1875 studiò filologia classica, prima a Tubinga e poi a Greifswald, dove nel 1879 con Ulrich von Wilamowitz-Moellendorff conseguì il dottorato con una tesi su De Sibyllarum indicibus.
Nel 1883 ottenne l'abilitazione a Berlino con Analecta Eratosthenica. Il suo De Biographis Graecis quaestiones selectae fu controverso, ma riuscì ad affermarsi nel mondo accademico. Nel 1886 fu nominato rettore dell'Università di Greifswald succedendo a Georg Kaibel. Un anno dopo sposò Berta Vahlen, la figlia del filologo di Berlino Johannes Vahlen, ed ebbe da lei quattro figli.
A Greifswald scrisse la sua opera più significativa, l'edizione del Fenomeni di Arato di Soli (1893, ristampato 1964). Nell'anno accademico 1893/1894 fu preside della Facoltà di Lettere. Nel 1895 accettò una chiamata all'Università di Marburgo al posto di Georg Wissowa. Rimase a Marburgo fino alla pensione 1924, da direttore del Dipartimento di Filologia Classica. Nel 1900 fu preside della Facoltà di Lettere e nel 1910 rettore.
A Marburgo pubblicò la sua edizione degli scoli antichi ad Arato, Commentariorum in Aratum reliquiae (1898). Studiò anche argomenti religiosi correlati (Orfeo, 1895; Gli dei della quotidianità a Roma e nelle province, 1902) e il rapporto di Goethe con l'antichità (Goethe ed il mondo antico, 1912).
Nel 1903 fu eletto membro corrispondente dell'Istituto archeologico austriaco. Dal 1912 fu membro della Rhein Franken.

## Opere
- (GRC) Scholia Graeca in Homeri Iliadem Townleyana. 1, Oxonii, Clarendon Press, 1887.
- (GRC) Scholia Graeca in Homeri Iliadem Townleyana. 2, Oxonii, Clarendon Press, 1888.